# Post Self
| Оценки критиков   | Оценки критиков |
| Источник          | Оценка          |
| ----------------- | --------------- |
| AllMusic          | [ 1 ]           |
| Alternative Press | [ 2 ]           |
| Exclaim!          | [ 3 ]           |
| Metal Injection   | [ 4 ]           |
| MetalSucks        | [ 5 ]           |

Post Self — восьмой студийный альбом британской индастриал-метал группы Godflesh. Альбом Post Self был выпущен на компакт-дисках, а также на цифровых форматах для скачивания. Помимо этого альбом издавался ограниченным тиражом в 1 000 копий на виниловый пластинках чёрного и белого цветов.
31 октября 2017 года был выпущен первых сингл с альбома под одноименным названием Post Self.

## Список композиций
| №                   | Название                 | Длительность |
| ------------------- | ------------------------ | ------------ |
| 1.                  | «Post Self»              | 4:28         |
| 2.                  | «Parasite»               | 3:40         |
| 3.                  | «No Body»                | 3:49         |
| 4.                  | «Mirror of Finite Light» | 4:23         |
| 5.                  | «Be God»                 | 5:09         |
| 6.                  | «The Cyclic End»         | 4:51         |
| 7.                  | «Pre Self»               | 5:08         |
| 8.                  | «Mortality Sorrow»       | 4:46         |
| 9.                  | «In Your Shadow»         | 5:08         |
| 10.                 | «The Infinite End»       | 5:16         |
| Общая длительность: | Общая длительность:      | 46:38        |

## Участники записи
- Джастин Бродрик (J. K. Broadrick) — электрогитара, вокал, программирование, продюсирование, микширование
- Бен Грин (G.C. Green) — бас-гитара